# Osiedle Zdrojowe (Inowrocław)
Osiedle Zdrojowe – najmniejsze osiedle mieszkaniowe Inowrocławia położone przy centrum miasta i Uzdrowisku. 
Osiedle Zdrojowe jest najbogatszym w infrastrukturę sportową osiedlem Inowrocławia. Znajduje się tutaj Hala Widowiskowo-sportowa "OSiR", a przy niej plac do gry w siatkówkę, na którym najczęściej odbywają się muzyczne i kulturalne imprezy miasta. Ponadto na osiedlu znajduje się także basen "Delfin", a na pograniczu Zdrojowego z Uzdrowiskiem odkryta pływalnia letnia oraz inowrocławskie termy. Od 2014 roku na osiedlu powstają apartamentowce skupione w dwóch miejscach – na Solankowym Zaciszu oraz Solankowej Alei. 
Na Osiedlu Zdrojowym znajduje się ratusz wraz z Urzędem Miasta Inowrocławia, w którym stacjonuje m.in. prezydent Arkadiusz Fajok oraz rada miasta. Ponadto na Zdrojowym znajduje się Urząd Stanu Cywilnego okręgu miejskiego. 
Zdrojowe skomunikowane jest z miastem liniami autobusowym nr 27, 21, 23, 10, 8, 4, 12, 19 oraz busami prywatnymi.

## Historia
Historia Osiedla Zdrojowego związana jest z istniejącą tu od XV wieku kaplicą św. Zofii, postawioną na cześć Zofii Holszańskiej, żony króla Polski Władysława Jagiełły, na miejscu której w latach 1903-1904 postawiono wieżę ciśnień, stojącą w osiedlowym skwerze im. Leona Wyczółkowskiego do dziś. Do istnienia w tym miejscu kaplicy św. Zofii nawiązuje nazwa jednej z uliczek - Zofiówki. Przy Zofiówce, na terenie dzisiejszych Rodzinnych Ogródków Działkowych "Przyroda" znajdowała się najstarsza inowrocławska nekropolia żydowska, na której złożono ciała wielu zasłużonych inowrocławian. Nieopodal skweru, na skrzyżowaniu dróg Świętokrzyskiej i alei Niepodległości znajdował się kościół p.w. św. Anny, na miejscu którego wzniesiono pamiątkowy krzyż. 